# Josh Maja
Joshua Erowoli Maja (Lewisham, 7 de enero de 1999) es un futbolista profesional nigeriano que juega como delantero para el West Bromwich Albion F. C. de la EFL Championship.

## Trayectoria
Maja debutó el 16 de diciembre de 2017 con el Sunderland A. F. C. en la victoria por 1-0 ante el Fulham F. C. donde marcó su primer gol como profesional 5 minutos después de salir desde el banquillo. 
En la temporada 2018-2019 se convirtió en la estrella de los Black Cats tras su descenso a la League One. En media temporada anotó 15 goles y dio 2 asistencias.
El 26 de enero de 2019 firmó con el club francés F. C. Girondins de Burdeos un contrato de 4 años y medio por una tarifa no revelada. Hizo su debut en la Ligue 1 el 17 de febrero en una victoria de Derby de la Garonne en casa por 2-1 sobre el Toulouse F. C., comenzando y jugando 67 minutos. El 20 de abril marcó su primer gol en una derrota por 2-1 en campo del Nîmes Olympique, pero sufrió una lesión en la rodilla izquierda en la primera mitad que terminó su temporada después de siete juegos.
El 3 de diciembre de 2019 marcó su primer hat-trick para el Girondins de Burdeos contra el Nîmes Olympique.
El 1 de febrero de 2021 regresó a Inglaterra para jugar como cedido en el Fulham F. C. lo que restaba de temporada. Un año después, con media campaña en Francia entremedias, volvió cedido a Inglaterra, esta vez al Stoke City F. C.
Después de ese segundo préstamo regresó a Burdeos, donde estuvo un año antes de fichar por el West Bromwich Albion F. C. en agosto de 2023.

## Clubes
| Club                       | País       | Año           |
| -------------------------- | ---------- | ------------- |
| Sunderland A. F. C.        | Inglaterra | 2016-2019     |
| F. C. Girondins de Burdeos | Francia    | 2019-2021     |
| Fulham F. C. (cedido)      | Inglaterra | 2021          |
| F. C. Girondins de Burdeos | Francia    | 2021-2022     |
| Stoke City F. C. (cedido)  | Inglaterra | 2022          |
| F. C. Girondins de Burdeos | Francia    | 2022-2023     |
| West Bromwich Albion F. C. | Inglaterra | 2023-presente |